# جيكوب شيف
جيكوب هينري شيف (بالإنجليزية: Jacob Henry Schiff)‏ هو رجل أعمال ومصارف أمريكي ألماني يهودي ولد في يوم 10 يناير 1847 في مدينة فرانكفورت في ألمانيا. هاجر إلى الولايات المتحدة بعد انتهاء الحرب الأهلية الأمريكية. أدار عدة مصارف وشركات مثل ولز فارجو ويونيون باسيفيك رايلرودس. عرف بدعمه المالي لليابانيين ضد الروس أثناء الحرب الروسية اليابانية، وبسبب كراهيته للقيصر الروسي نيقولا الثاني إمبراطور روسيا بسبب معتقداته المعادية للسامية ساهم بدعم الثورة الروسية ودعم البلاشفة الشيوعيين فيها. وكذلك ساهم بإشاعة الصهيونية بين اليهود المهاجرين. توفي يوم 25 سبتمبر 1920 في نيويورك. جيكوب شيف هو الجد الأكبر للنائب الديمقراطي مجلس النواب الأمريكي الحالي آدم شيف.